# 杵屋勝五郎
杵屋 勝五郎（きねや かつごろう）は、長唄三味線方・唄方の名跡。2代目、6代目は唄方、3代目、4代目、5代目は三味線方。代々杵勝派といわれる。

## 初代
（生年不詳 - 天保10年6月24日（1839年8月3日）　俳号「象雅」。
初代杵屋和吉の門弟。寛政9年（1797）8月都座初舞台。文化3年（1806）1月中村座「梅籬霞帯引」で初タテ三味線。文化8年（1811）より市村座タテ三味線。天保4年（1833）11月実子に勝五郎を譲り杵屋勝左衛門を名乗る。作曲に小鍛冶、門傾城、半田稲荷、俄鹿島踊、新鷺娘、多門狂乱、四つ竹節、奥女中、丁稚、雷、天下るの傾城、闇の夜の傾城、一奏今様邯鄲、廓三番叟、唐人、鞘当、（現在伝承されている曲）など残す。

## 2代目
（生年不詳 - 嘉永6年（1853年5月15日））
初代の子で10代目杵屋六左衛門の門弟。初名杵屋慶次郎。文政8年〈1825）11月中村座顔見世番付に初めて名を見る。天保4年（1833）9月に2代目勝五郎襲名。嘉永6年（1853）5月15日死去。戒名春岳要勝信士。作曲に、若菜摘、菖蒲人形、八月傾城、二人晒、草刈、京人形、千歳の露（伝承されている曲）など残す。漁師は初代作説と2代目作説がある。

## 3代目
（生没年不詳）
勝五郎名儀が絶えていたので、2代目勝三郎が門弟の杵屋勝十郎に3代目勝五郎を襲名させ再興した。明治4年（1871）2月と云われる。明治15年ごろまで芝居出勤。後神経を患い急逝。遺子に野瀬要三郎がいたが、長唄の道へ入らず。

## 4代目
（明治2年（1869年）9月 - 大正9年（1920年）1月25日）本名は小島安太郎。
長唄唄方初代坂田仙八の子3代目杵屋勝四郎が明治45年（1912）3月に4代目勝五郎を襲名。此の人には
九人の子があった。次男鎌次郎が5代目勝五郎を継ぐ。3男錠吉は2代目坂田鎌次郎を継ぎ、4男は杵屋三四郎となる。（三四郎名義は笛の名家祖父の獅子田三四郎の名をとる）

## 5代目
（明治31年（1898年）9月1日 - 昭和25年（1950年）8月8日）本名は須原鎌次郎（坂田鎌次郎）。
4代目実子。1927年に5代目を継ぐ。幼少より父の厳しい稽古を受け、18歳の時明治座に出勤。父没後は4代目杵屋佐吉に師事。25歳のときタテ唄となる。長らく猿之助劇団で活躍、昭和25年8月8日死去。

## 6代目
（昭和3年（1928年）2月17日 - 平成5年（1993年）11月11日）本名は須原敏雄。
5代目勝五郎の実子。前名杵屋右近。1948年に東京音楽学校〈東京芸術大学）卒業。父の5代目勝五郎や和歌山富十郎、4代目杵屋勝太郎、4代目杵屋佐吉に師事し1950年5代目勝五郎没後間もなく6代目勝五郎を襲名。「権八草子」「小夜千鳥」等作曲多数あり。伊藤鴎二の勝五郎評「玉をころがすような嫣然とした麗声で強い所も弱い所も巧に演奏しその上研究が充実している」。